# Абаз

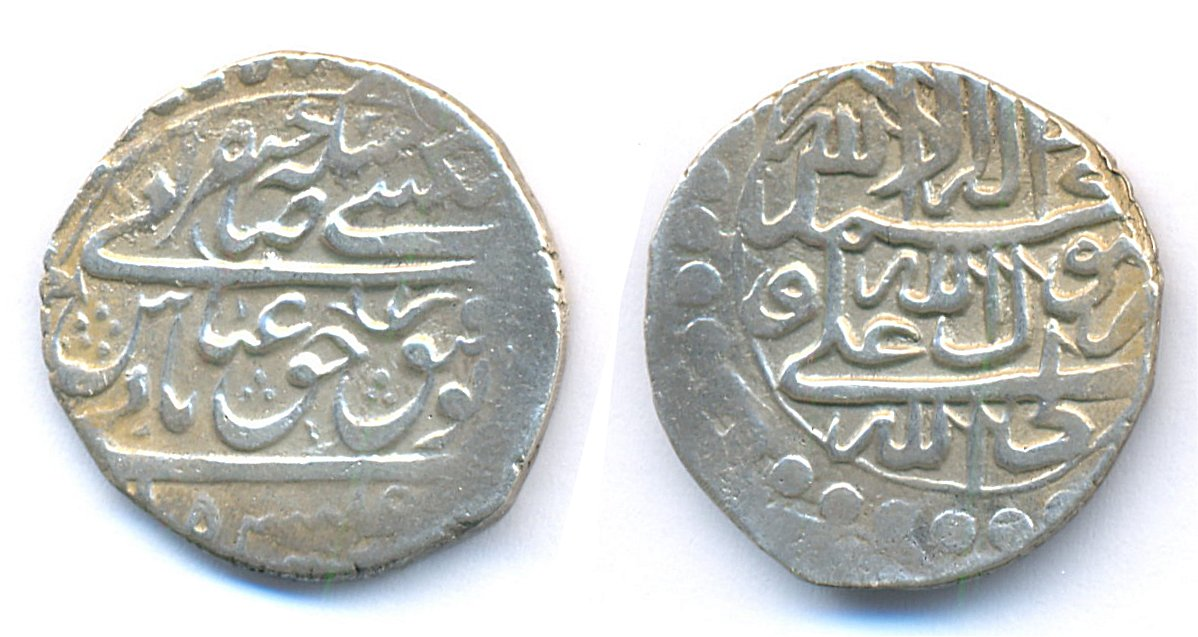
Аббаси Аббаса II, чеканенный в Тифлисе.

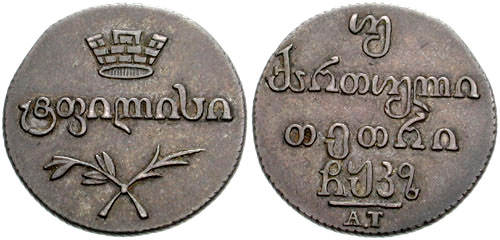
Двойной грузинский абаз

Абаз, или абази (груз. აბაზი) — грузинская серебряная монета, чеканившаяся первоначально по образцу персидского аббаси.
Появилась во время зависимости Грузии от Персии, и изначально имела название аббаси в честь Аббаса I Великого, начавшего чеканку таких монет в Персии. С начала чеканки и вплоть до присоединения к России все надписи на грузинских монетах выполнялись на персидском языке, на части монет были двойные надписи на грузинском и персидском языках. Дата проставлялась по хиджре, и на каждой монете размещалось имя персидского шаха.
После объединения Грузии в Картли-Кахетинское царство и заключения Георгиевского трактата Екатерина II предоставила право царю Ираклию II чеканить монеты с его портретом, а также с гербами Картли, Кахетии и России. Это право было осуществлено лишь отчасти и только на медных бисти. В это время в Грузии была распространена иранская монетная система.
1 абаз равнялся 2 махмуди, или 4 шаурам (шаги), или 10 бисти, или 40 пули.
После смерти Ираклия II и последовавшей нестабильности чеканка монет в Грузии почти прекратилась. Возобновлена чеканка монет в Тифлисе была лишь после присоединении Грузии к России. Было решено, что возить монету из России будет чрезвычайно невыгодно, и потому указывалось организовать новый монетный двор в Тифлисе. Новый монетный двор был устроен в бывших каменных царских банях, из Санкт-Петербурга прибыли инженеры, а из Тулы резчики. Всего на организацию двора было потрачено 5350 рублей. В честь открытия монетного двора была отчеканена медаль, датированная 15 сентября 1804 года известная в серебре и золоте.
Основу новой монетной системы составлял абаз, в одном абазе было 10 бисти. 1 абаз равнялся 20 российским копейкам. Новый абаз (3,155 г) был немного тяжелее старого персидского абаза (3 г), но при этом проба его была чуть ниже персидского. Таким образом, и новые «русские» абазы соответствовали старой персидской системе.
Выпускались монеты из трёх номиналов двойной абаз (40 копеек), абаз, и полуабаз (10 копеек). Номинал монет указывался грузинскими цифрами по персидской традиции в динарах, на двойном абазе ставилась цифра 400 (динаров), на абазе — 200, и 100 — на полуабазе.
На аверсе монеты вверху помещалась эмблема Тбилиси каменная зубчатая корона, ниже по центру монеты надпись «ტფილისი» (Тпилиси, т. е. Тбилиси в дореформенной орфографии). В самом низу помещены перекрещённые пальмовая и оливковая ветви.
На реверсе монет помещался номинал, указанный грузинскими цифрами. По центру монеты имелась надпись «ქართლი თეთრი» (грузинское серебро). Второе слово «თეთრი» (тетри в переводе буквально — белый) имело двоякое значение в монетном деле — 1) белый металл, то есть серебро, 2) некая средневековая денежная единица. Современная разменная монета тетри берёт своё название именно отсюда. Под надписью на реверсе помещался год грузинскими буквами в европейском летосчислении, а в самом низу русскими буквами инициалы резчиков штемпелей.
Чеканка монет в Грузии российским правительством также была признана весьма убыточной и вскоре, 14 августа 1835 года, был опубликован указ о закрытии Тифлисского монетного двора и изъятии из обращения грузинской монеты. Российскую разменную монету указывалось впредь возить с екатеринбургского монетного двора через Астрахань.